# Rucervus eldii
Rucervus eldii (sau Panolia eldii), cunoscut și sub numele de  Cerbul lui Eld  este o specie de cerb pe cale de dispariție, endemică din Asia de Sud și de Sud-Est.

## Taxonomie
Specia a fost descrisă pentru prima dată de John McClelland în 1840, pe baza specimenelor obținute în Manipur, India. Percy Eld a descris-o mai detaliat în 1841; s-a sugerat să se numească cerbul Cervus Eldii. McClelland a inventat numele științific Cervus (Rusa) frontals în 1843. În 1850, John Edward Gray a propus numele Panolia eldii pentru cerb. Recent, s-a propus ca acesta să fie mutat înapoi în genul Panolia pe baza descoperirilor genetice recente care îl plasează mai aproape de cerbul părintelui David decât de alți membri ai genului Rucervus.
Cele trei subspecii ale cerbului lui Eld sunt:
- R. e. eldii
- R. e. thamin: se găsește în Myanmar și în vestul Thailandei.
- R. e. siamensis: se găsește în Cambodgia, China, Laos, Thailanda și Vietnam și poate fi tratat ca o specie separată.[12] Populația de pe insula chineză Hainan este uneori considerată o altă subspecie, P. e. hainanus, dar acest lucru nu este susținut de dovezi genetice.[13] A fost descrisă de Lydekker în 1915.

## Descriere

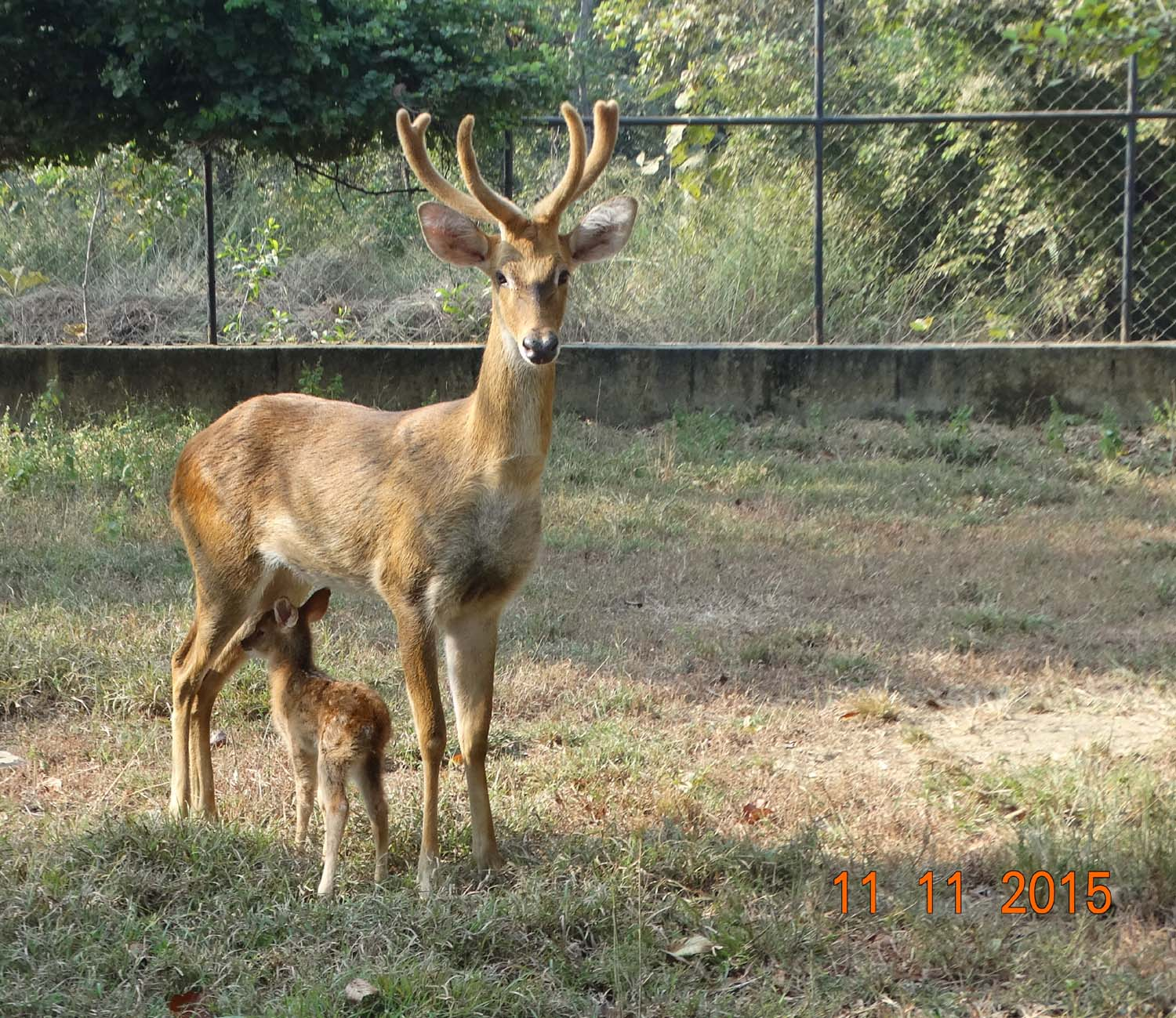
Mascul și pui nou-născut

Cerbul lui Eld are o lungime de la cap la coadă de 1,5-1,8 metri, o coadă de 20-30 cm și o înălțime la greabăn de 1,14 metri; poate cântări până la 150 kg.cCaracteristice acestei specii sunt coarnele impresionante, în formă de arc sau de liră, care se îndreaptă spre spate, formând o curbă lungă, cu o ramură mai mică îndreptată spre față pe frunte.
Coarnele sunt înlocuite în fiecare an și ating extensia maximă (99 cm) în timpul sezonului de împerechere. Această specie impunătoare posedă statura elegantă tipică speciilor din genul Cervus, cu picioare lungi și subțiri, corp subțire, coadă scurtă și urechi mari. Blana zburlită variază în culoare de la brun-roșcat la gri, mai deschisă la culoare în regiunile inferioare; ea capătă tonuri roșiatice vara și mai închise iarna. Masculii sunt mai mari și mai grei decât femelele, tind să aibă o culoare mai închisă și să aibă o coamă groasă de păr lung în jurul gâtului.
La naștere, puii au blana acoperită cu pete albe care dispar odată cu vârsta.

## Conservare
Cerbul lui Eld este vânat în întreaga sa zonă de răspândire pentru carnea și coarnele sale. În special, se crede că multe exemplare au fost sacrificate pentru a hrăni armatele care au luptat în multe războaie asiatice. Coarnele impresionante și pielea, vândute pe piețele locale, fac din el o pradă căutată. Distrugerea habitatului din cauza extinderii agriculturii a avut, de asemenea, un impact serios asupra acestei specii rare. În Manipur, populația de Rucervus eldii eldii a scăzut în principal din cauza transformării zonelor umede în care trăiește, în pășuni, terenuri agricole și facilități de acvacultură. Doar o foarte mică parte din aria de răspândire a speciei este protejată; se crede că doar 1% din pădurile protejate din Asia de Sud-Est sunt propice supraviețuirii acesteia.
Chiar și în zonele protejate, specia nu este în siguranță. Sanctuarul de viață sălbatică Chatthin din Birmania este unul dintre ultimele bastioane ale speciei, însă pădurile de dipterocarp pe care le adăpostește continuă să fie tăiate într-un ritm alarmant de comunitățile locale pentru lemn sau pentru a face loc terenurilor agricole. Din păcate, fondurile necesare și politicile adecvate pentru protejarea speciei lipsesc adesea. Din cauza distribuției sale extrem de fragmentate, specia este, de asemenea, expusă riscului de consangvinizare și de pierdere a variabilității genetice.
Cerbul lui Eld se găsește într-o serie de arii protejate răspândite de-a lungul arealului său. Întreaga populație de Rucervus eldii eldii  trăiește în limitele Parcului Național Keibul Lamjao din Manipur, care a fost înființat în 1977 special pentru a proteja această subspecie. În plus, grupurile locale au contribuit la sensibilizarea publicului și la susținerea conservării.
Rezervația naturală Hainan Datian, de pe insula Hainan, a fost înființată în 1976 cu scopul de a promova refacerea erbului lui Eld din Thailanda (R. e. siamensis), iar în prezent populația adăpostită acolo crește cu aproximativ 15% pe an. De fapt, aceasta a devenit atât de numeroasă încât un număr mare de exemplare au fost relocate în alte părți ale insulei. Sanctuarele naturale Kyatthin și Shwesettaw au fost înființate în Birmania pentru a proteja subspecia endemică (R. e. thamin), iar din 1995 se desfășoară un proiect de sensibilizare cu privire la situația cerbului și la statutul protejat al sanctuarului natural Kyatthin.
Populațiile captive pot fi găsite în întreaga lume, dar consangvinitatea este frecventă și sunt necesare proiecte cooperative de încrucișare pentru a crește variabilitatea genetică a acestora și pentru a putea, în viitor, să le includem în programele de reintroducere în mediul natural.

## Galerie

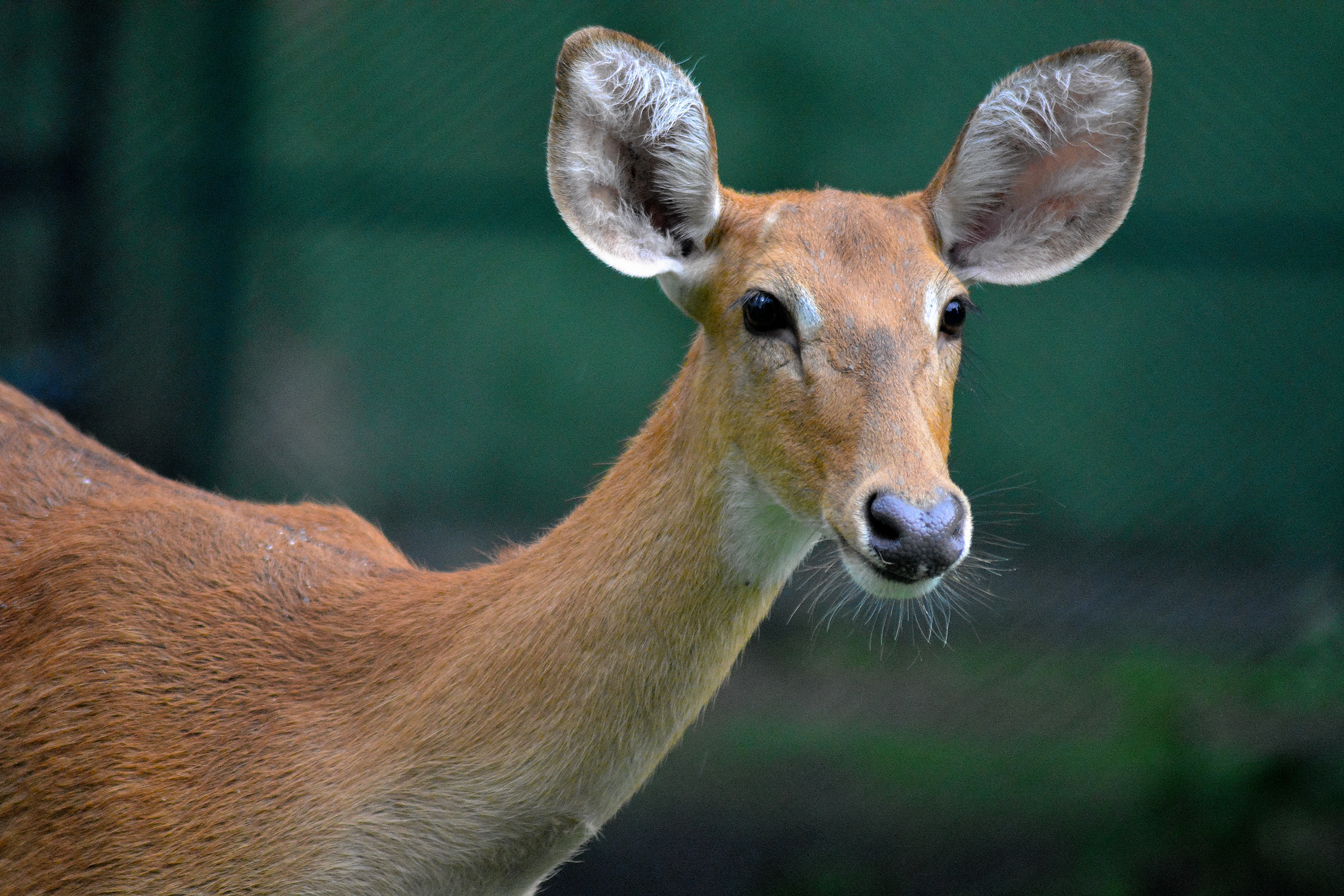
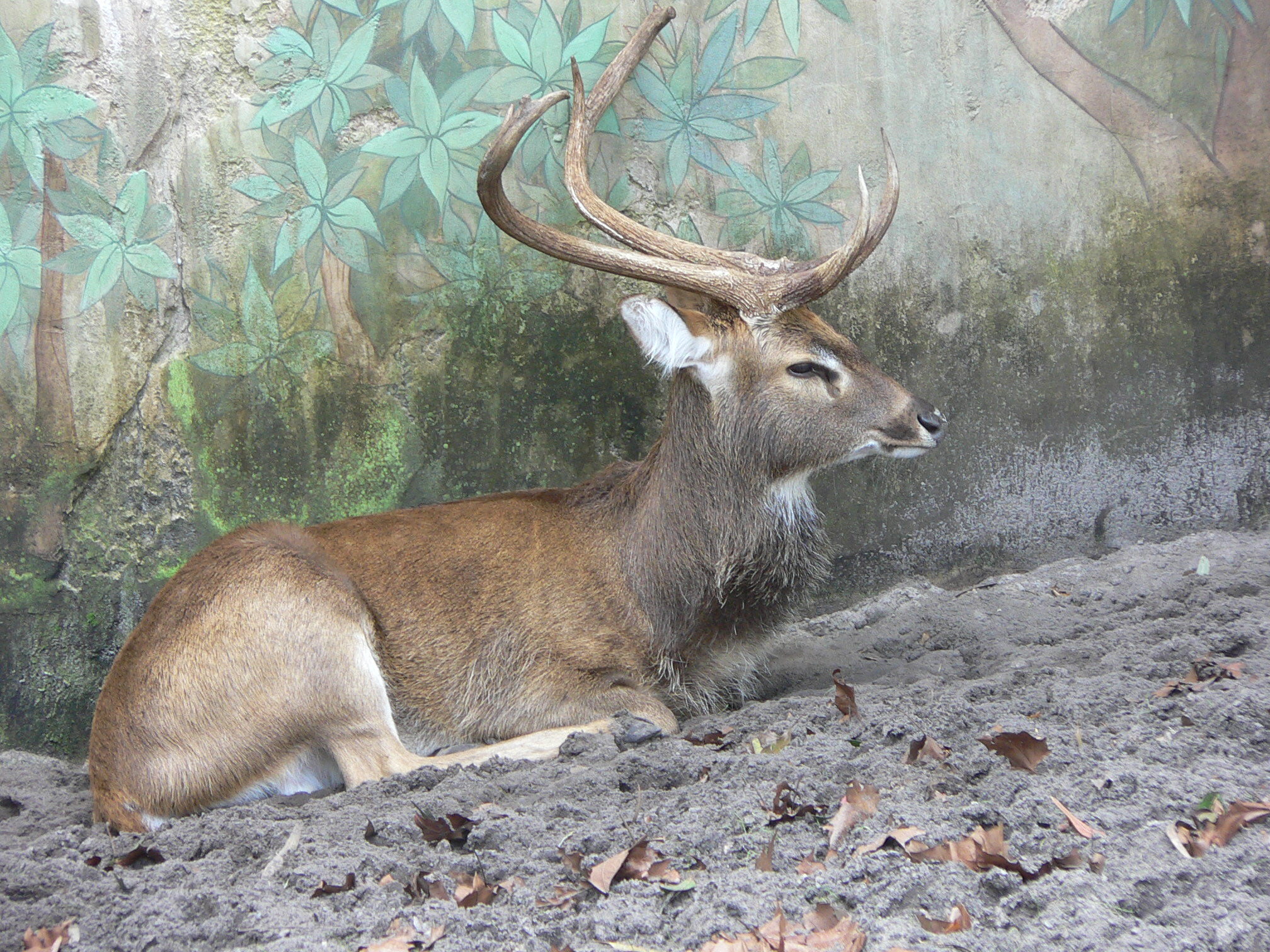
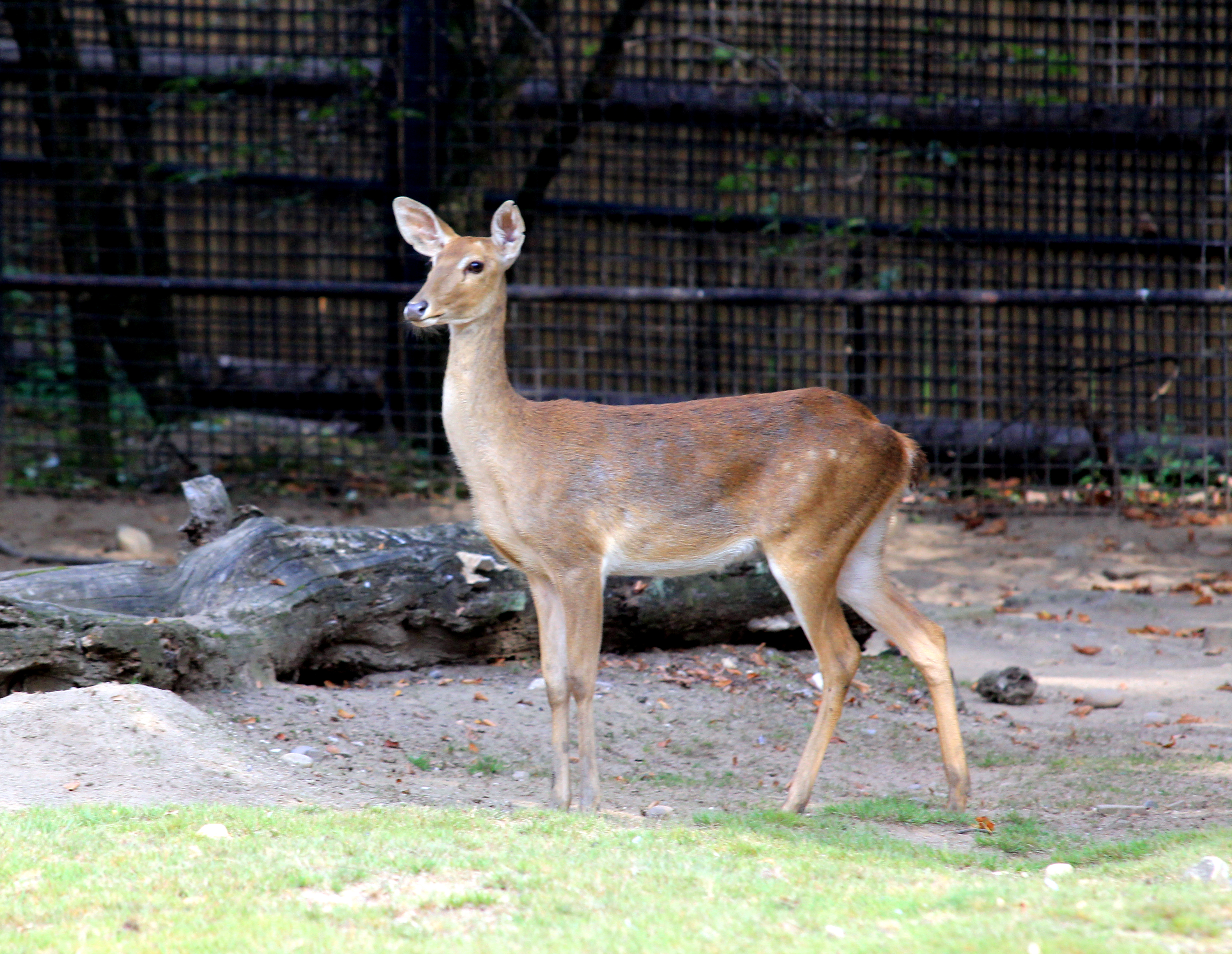
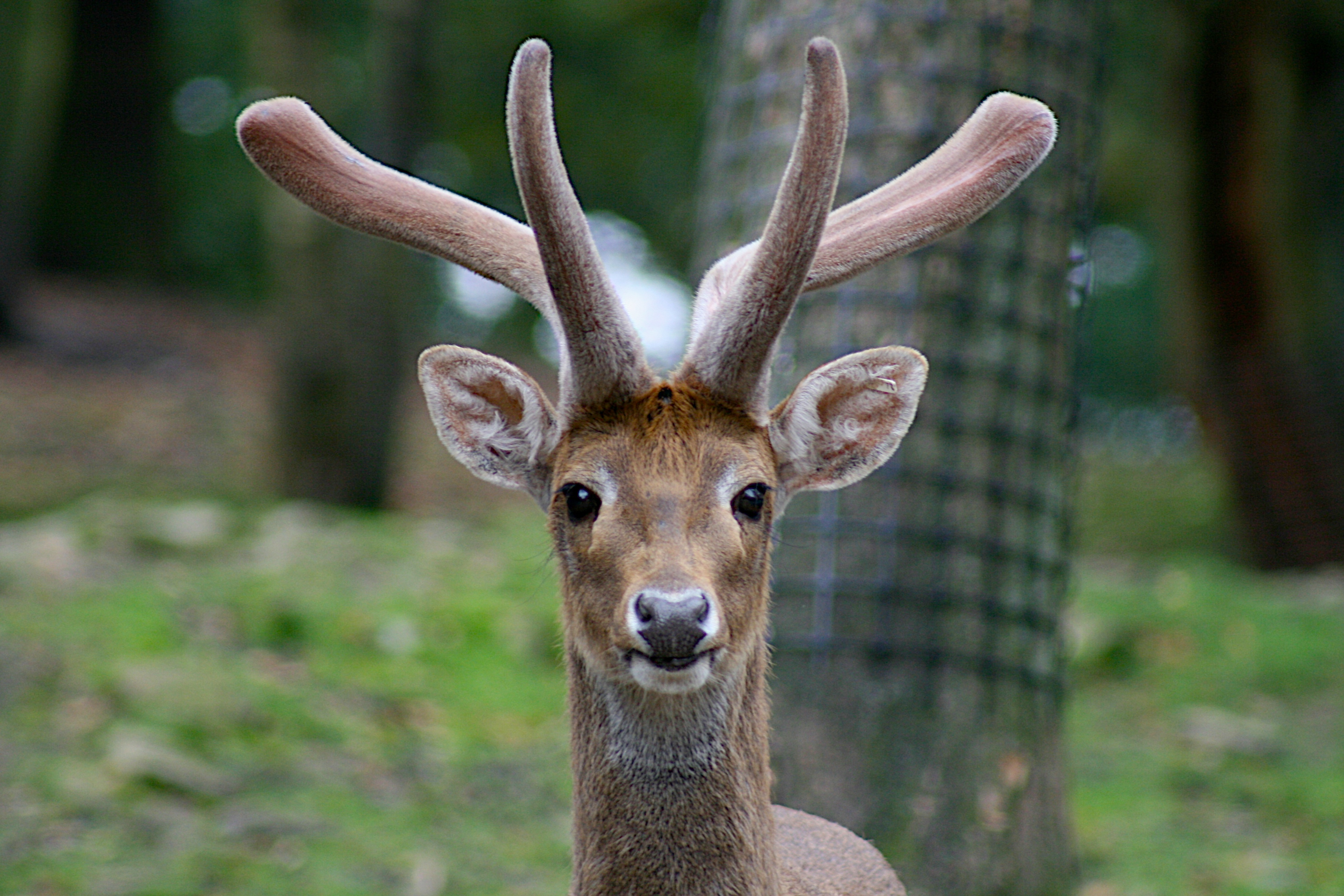